# Seznam enot nepremične kulturne dediščine v Občini Sveti Jurij ob Ščavnici
Seznam enot nepremične kulturne dediščine v Občini Sveti Jurij ob Ščavnici.

## Seznam
| Slika | Ime                                    | Evidenčna številka | Kraj                    | Leto razglasitve | Vrsta spomenika  | Tip spomenika              | Časovna uvrstitev    | Opis |
| ----- | -------------------------------------- | ------------------ | ----------------------- | ---------------- | ---------------- | -------------------------- | -------------------- | --- |
|       | Hiša Biserjane 1                       | 999                | Biserjane               | 1991             | lokalnega pomena | memorialna dediščina       | konec 19. stoletja   | V pritlični kmečki hiši je živel Jakob Kreft (1804-1873). Sodi med zaslužne slovenske politike in narodnjake. Hišo krasi spominska plošča. |
|       | Prazgodovinska naselbina               | 9651               | Biserjane               | 1991             | lokalnega pomena | arheološka dediščina       | bronasta doba        | Sledovi poznobronastodobne poselitve (bronasta tulasta sekira, odlomki lončenine). Neraziskano. |
|       | Rimskodobna naselbina                  | 929                | Biserjane               | 1991             | lokalnega pomena | arheološka dediščina       | rimska doba          | Stavbne ostaline (lesena gradnja) rimskodobne podeželske naselbine; najdeni so tudi številni odlomki lončenine. |
|       | Rojstna hiša Antona Korošca            | 1000               | Biserjane               | 1991             | lokalnega pomena | memorialna dediščina       | konec 20. stoletja   | Rojstna hiša Antona Korošca (1872 - 1940), vodilnega klerikalnega politika za časa Avstrije, med prvo svetovno vojno predsednika Jugoslovanskega kluba in člana vlade v stari Jugoslaviji. Spominska plošča postavljena 1989. Hiša stoji v Biserjanah št. 20.                                                |
|       | Spomenik železničarjem španskim borcem | 11263              | Biserjane               |                  | lokalnega pomena | memorialna dediščina       | konec 20. stoletja   | Na betonskem podstavku je odlit 4 m visok spomenik, delo šestih študentov likovne sekcije pod vodstvom akademskega kiparja B. Prokofjeva (1982). Upodobljenih je enajst borcev. Spomenik stoji ob gasilskem domu v Biserjanah.                                                                               |
|       | Rimsko gomilno grobišče                | 930                | Blaguš                  | 1991             | lokalnega pomena | arheološka dediščina       | rimska doba          | Tri nepoškodovane rimske gomile različnih velikosti: višine od 0,5 do 0,7 m in premera od 12 do 15 m. |
|       | Rimsko gomilno grobišče I              | 9737               | Blaguš                  | 1991             | lokalnega pomena | arheološka dediščina       | rimska doba          | Tri nepoškodovane gomile različnih velikosti. |
|       | Spomenik talcem v Blaguškem gozdu      | 1005               | Blaguš                  |                  | lokalnega pomena | memorialna dediščina       | sredina 20. stoletja | Spomenik iz grobo obdelanega kamna nepravilne oblike z vgrajeno marmorno spominsko ploščo, zamejen s štirimi kvadri. Odkrit je bil leta 1953 na mestu, kjer so Nemci 3.4.1945 ustelili 12 talcev, pripeljanih iz ptujskih zaporov.                                                                           |
|       | Domačija Fortar                        | 1215               | Bolehnečici             | 1992             | lokalnega pomena | profana stavbna dediščina  | konec 19. stoletja   | Domačijo veleposestnika sestavljajo zidana, visokopritlična hiša z zunanjim balusterskim stopniščem, gospodarska poslopja in senik. Stavbe izvirajo s konca 19. stoletja. Domačija stoji v Bolehnečicih št. 9.                                                                                               |
|       | Domačija Pejič                         | 17517              | Bolehnečici             |                  | lokalnega pomena | profana stavbna dediščina  | konec 19. stoletja   | Domačijo sestavljajo mogočna vrhkletna hiša in ločena, zidana gospodarska poslopja. Hišo odlikujejo poudarjen vhodni rizalit, originalno stavbno pohištvo, fasadna profilacija ter tipičen tloris. Letnica na kamnitem hišnem portalu je 1898. Domačija stoji v Bolehnečicih št. 4.                          |
|       | Domačija Pežor                         | 17516              | Bolehnečici             |                  | lokalnega pomena | profana stavbna dediščina  | sredina 19. stoletja | Domačijo sestavljata vrhkletna zidana hiša ter v obliki črke L prizidano, obnovljeno gospodarko poslopje. Hišo odlikujejo tipičen tloris, originalna fasadna profilacija in staro stavbno pohištvo. Na kamnitem pravokotnem portalu je letnica 1851. Domačija stoji v Bolehnečicih št. 16.                   |
|       | Domačija Slavič                        | 1217               | Bolehnečici             | 1992             | lokalnega pomena | profana stavbna dediščina  | sredina 19. stoletja | Domačijo sestavljajo zidana, visokopritlična hiša s kamnitim vhodnim portalom, datiranim z letnico 1869 in okrašenim z rastlinsko ornamentiko, gospodarska poslopja in skedenj. Domačija stoji v Bolehnečicih št. 15.                                                                                        |
|       | Domačija Trunk                         | 17518              | Bolehnečici             |                  | lokalnega pomena | profana stavbna dediščina  | sredina 19. stoletja | Domačijo sestavljata vrhkletna zidana stanovanjska hiša z letnico 1837 na kamnitem vhodnem portalu ter v L dodano, prenovljeno gospodarsko poslopje. Domačijo odlikuje ohranjen tloris ter originalno stavbno pohištvo in izvirna notranjščina hiše. Domačija stoji v Bolehnečicih št. 19.                   |
|       | Domačija Župan                         | 1216               | Bolehnečici             | 1992             | lokalnega pomena | profana stavbna dediščina  | konec 19. stoletja   | Domačijo sestavljajo zidana, visokopritlična podkletena stanovanjska hiša z zunanjim stopniščem in gospodarska poslopja. Stavbe izvirajo s konca 19. stoletja. Domačija stoji v Bolehnečicih št. 10. |
|       | Domanjkova hiša                        | 29188              | Bolehnečici             | 2011             | lokalnega pomena | profana stavbna dediščina  | konec 19. stoletja   | Pritlična zidana hiša podolžnega tlorisa, zgrajena 1895. Ohranjen je kamniti portal s kamnoseškimi detajli, v njem so masivna izjemno dekorativno profilirana vrata. V notranjosti so ohranjene šablonske poslikave. Hiša stoji v Bolehnečicih št. 11.                                                       |
|       | Vaška kapela                           | 24591              | Bolehnečici             |                  | lokalnega pomena | sakralna stavbna dediščina | konec 19. stoletja   | Neogotska kapela ima pravokoten tloris s triosminskim zaključkom. Na njem so prizori s sv. Jurijem, sv. Antonom in sv. Florijanom. Nad vhodom je prizor s Kristusom in vitek zvonik. |
|       | Domačija Perger                        | 955                | Brezje                  | 1991             | lokalnega pomena | profana stavbna dediščina  | 19. stoletje         | Cimprana, s slamo krita stavba stoji vzdolž ceste. Bivalnemu delu slede gospodarski prostori. Domačija je iz 19. stoletja. Domačija stoji v Brezju št. 1. |
|       | Hiša Brezje 6                          | 1001               | Brezje                  | 1991             | lokalnega pomena | memorialna dediščina       | konec 20. stoletja   | V skromni kmečki hiši se je leta 1871 rodil literarni zgodovinar in publicist dr. Fran Ilešič. Kot profesor je večinoma deloval na univerzi v Zagrebu, kjer je neuspešno skušal obuditi in posodobiti ilirizem. Domačini so mu leta 1971 odkrili spominsko ploščo.                                           |
|       | Domačija Dragotinci 21                 | 982                | Dragotinci              | 1991             | lokalnega pomena | profana stavbna dediščina  | 19. stoletje         | Cimprana, s slamo krita domačija iz 19. stoletja. Stanovanjski in gospodarski del sta postavljena v obliki črke L. |
|       | Gomilno grobišče                       | 932                | Dragotinci              | 1991             | lokalnega pomena | arheološka dediščina       | rimska doba          | Dve skupini rimskih gomil, prva šteje osem, druga pa tri gomile. Večinoma so poškodovane. |
|       | Kapelica                               | 974                | Dragotinci              |                  | lokalnega pomena | sakralna stavbna dediščina | konec 19. stoletja   | Kapelico iz okoli 1900 je 1989 poslikal akademski kipar J. Vidic, ki je poleg tipičnih sakralnih motivov dodal še prašička, sonce in luno. Primer novega ovrednotenja sakralne umetnosti 20. stol. |
|       | Pivarjeva hiša                         | 17521              | Dragotinci              |                  | lokalnega pomena | profana stavbna dediščina  | konec 19. stoletja   | V okviru prenovljene domačije se je v avtentični zunanji obliki ohranila pritlična kmečka hiša, grajena v letih 1897 do 1903. Ima kamnit talni zidec in profilirano fasado. Hiša stoji v Dragotincih št. 32.                                                                                                 |
|       | Rimskodobna naselbina Kračine          | 15566              | Dragotinci              |                  | lokalnega pomena | arheološka dediščina       | rimska doba          | Sledovi rimskodobne poselitve. Najdišče je bilo identificirano s sistematičnim terenskim pregledom l. 2000, pred gradnjo avtoceste. |
|       | Znamenje                               | 24776              | Dragotinci              |                  | lokalnega pomena | sakralna stavbna dediščina | konec 18. stoletja   | Veliko poznobaročno trikotno znamenje ima tri niše z upodobitvami Marije z Jezusom, Križanje z razbojnikoma in dva svetnika (naslikal Hodnik, 1985). |
|       | Arheološko najdišče Sodolek            | 15561              | Grabonoš                |                  | lokalnega pomena | arheološka dediščina       | bakrena doba         | Najdišče, delno raziskano l. 2000, pred gradnjo avtoceste. Ugotovljena je bila prazgodovinska poselitev. |
|       | Domačija Grabonoš 10                   | 983                | Grabonoš                | 1991             | lokalnega pomena | profana stavbna dediščina  | 19. stoletje         | Kmečko domačijo iz 19. stoletja sestavljata pritlična, zidana hiša ter zidano gospodarsko poslopje, ki stoji pravokotno na stanovanjsko hišo. V osrednji osi hiše je vhodna lopa z nišo s Kristusom in fresko.                                                                                               |
|       | Domačija Ivanuša                       | 17523              | Grabonoš                |                  | lokalnega pomena | profana stavbna dediščina  | začetek 19. stoletja | Domačijo sestavljajo zidana vrhkletna stanovanjska hiša in ločeni zidani gospodarski poslopji - hlev in svinjak. Hiša je iz prve polovice 19. stol., ima originalno ohranjeno okensko stavbno pohištvo s kovanimi mrežami ter bogato profilirano fasado. Domačija stoji v Grabonošu št. 6.                   |
|       | Domačija Šipek                         | 17524              | Grabonoš                |                  | lokalnega pomena | profana stavbna dediščina  | sredina 19. stoletja | Domačijo sestavljajo dominantna, vrhkletna zidana stanovanjska hiša z letnico 1836 na kamnitem portalu ter zidani, delno leseni gospodarski poslopji - hlev in svinjak. Hiša ima bogato fasadno profilacijo in originalno okensko stavbno pohištvo. Domačija stoji v Grabonošu št. 7.                        |
|       | Hatmunska preša                        | 17525              | Grabonoš                |                  | lokalnega pomena | profana stavbna dediščina  | sredina 19. stoletja | Lesena cimprana podkletena stavba kvadratnega tlorisa, s spremenjeno streho (prej strma streha, krita s slamo). V prtličju je klasična preša z letnico 1857. Nekoč je bila nad vhodom v kamnito obokano klet letnica 1814 ali 1841 (ustni vir). Zgradba stoji ob hiši Grabonoš št. 67.                       |
|       | Jeričkina klet                         | 17526              | Grabonoš                |                  | lokalnega pomena | profana stavbna dediščina  | začetek 19. stoletja | Cimprana, z ilom ometana nekdanja viničarija, z bivalnim in gospodarskim delom (prostor preše, hlev) pod skupno, nekoč slamnato streho. Letnica na stropnem tramu bivalnega prostora je 1813. Objekt je delno podkleten, preša ni ohranjena. Zgradba stoji ob hiši Grabonoš št. 56.                          |
|       | Jonževo znamenje                       | 24597              | Grabonoš                |                  | lokalnega pomena | sakralna stavbna dediščina | 18. stoletje         | Baročno znamenje pokriva dvokapnica. V niši je prizor Kristusa na križu. Znamenje stoji pri kmetiji Kolman. |
|       | Kašča pri hiši Grabonoš 12             | 984                | Grabonoš                | 1991             | lokalnega pomena | profana stavbna dediščina  | 19. stoletje         | Zidana, nadstropna stavba, krita z opečno streho, ima v pritličju klet, v nadstropju shrambo za žito. Nadstropje obkroža lesen gank. Je iz 19. stoletja. |
|       | Mohoričeva klet                        | 17527              | Grabonoš                |                  | lokalnega pomena | profana stavbna dediščina  | konec 19. stoletja   | Cimprana, z ilom ometana, delno podkletena, nekdanja viničarija podolžnega tlorisa ima tri prostore: bivalnega, prešo in hlev. Nekoč je imela črno kuhinjo, kritina je bila slama. Ohranjena je klasična preša na obroče, z letnicama 1875 in 1901. Zgradba stoji v Grabonošu št. 63.                        |
|       | Rimskodobna gomila                     | 948                | Grabonoš                | 1991             | lokalnega pomena | arheološka dediščina       | rimska doba          | Delno uničena (prekopana) rimskodobna gomila s premerom 13,5 m in z višino 1,5 m. |
|       | Rimskodobno gomilno grobišče           | 14505              | Grabonoš                | 1991             | lokalnega pomena | arheološka dediščina       | rimska doba          | Rimskodobno gomilno grobišče; tri prekopane gomile (najdbe obdelanih kamnov in odlomkov lončenine) s premeri do 9 m in z višinami do 0,8 m. |
|       | Šipkova kapelica                       | 24598              | Grabonoš                |                  | lokalnega pomena | sakralna stavbna dediščina | konec 19. stoletja   | Klasicistična kapelica s trikotnim čelom ima na pločevinasti strehi majhen pločevinast zvonik. Šilaste odprtine. V čelu je prizor Angela varuha. V kapeli je Marijin kip iz okoli leta 1900. |
|       | Zidanica Grabonoš 60                   | 985                | Grabonoš                | 1991             | lokalnega pomena | profana stavbna dediščina  | 18. stoletje         | Zidana, delno podkletena pritlična stavba vsebuje bivalni del ter prostor za prešo, kamor vodi kamnit baročni portal. Fasade so členjene. Stavba je iz 18. stoletja. |
|       | Znamenje na Grabonoškem vrhu           | 24599              | Grabonoš                |                  | lokalnega pomena | sakralna stavbna dediščina | 18. stoletje         | Baročno trikotno znamenje ima v treh nišah prizore s sv. Florijanom, sv. Jurijem in prizor Salomonove razsodbe. |
|       | Znamenje v vasi                        | 24600              | Grabonoš                |                  | lokalnega pomena | sakralna stavbna dediščina | konec 18. stoletja   | Trikotno baročno znamenje iz leta 1795 varuje nizka lesena ograja. V nišah so upodobljeni sv. Družina, sv. Jurij in Florijan ter sv. Frančišek. Kritina je pločevinasta. Znamenje stiji blizu hiše Grabonoš št. 14.                                                                                          |
|       | Vaška kapelica                         | 24601              | Grabšinci               |                  | lokalnega pomena | sakralna stavbna dediščina | konec 19. stoletja   | Kapelica odprtega tipa z zvonikom ima trikotno čelo z upodobitvijo sv. Trojice. Odprta lopa sloni na toskanskih stebričih. V notranjosti je s steklom zaščiten Marijin kip. |
|       | Jirinova kapela                        | 19917              | Jamna                   |                  | lokalnega pomena | sakralna stavbna dediščina | konec 19. stoletja   | Kapelo iz druge polovice 19. stoletja členijo trikotno čelo s podobo svetnika, dve okenski odprtini in vhod. Na dvokapni strehi je majhen zvonik. |
|       | Kapelica                               | 19918              | Jamna                   |                  | lokalnega pomena | sakralna stavbna dediščina | 19. stoletje         | Kapelico zaprtega tipa, ki jo datiramo v 19. stoletje, pokriva baročno oblikovana pločevinasta streha. Je brez profilacije. |
|       | Hiša Kraljevci 29                      | 1003               | Kraljevci               | 1991             | lokalnega pomena | memorialna dediščina       | začetek 20. stoletja | V pritlični kmečki hiši je bil leta 1817 rojen Davorin Trstenjak (+1890), duhovnik, jezikoslovec in pisatelj. Na predelani hiši je spominska plošča. |
|       | Kapelica pri hiši Kupetinci 13         | 14044              | Kupetinci               |                  | lokalnega pomena | sakralna stavbna dediščina | 18. stoletje         | Kapelica odprtega tipa iz 18. stoletja ima veliko nišo ob cesti ter dve manjši ob straneh. |
|       | Vaški studenec                         | 10416              | Kupetinci               |                  | lokalnega pomena | profana stavbna dediščina  | konec 19. stoletja   | Iz opeke zidan globok vodnjak z lesenim, tesanim vrhnjim delom, pokrit z novejšo opečno streho, slonečo na pravokotni leseni konstrukciji. Letnica na vodnjaku je 1893. Studenec stoji ob hiši Kupetinci št. 22.                                                                                             |
|       | Kranjčeva kapela                       | 24603              | Kutinci                 |                  | lokalnega pomena | sakralna stavbna dediščina | začetek 20. stoletja | Kapela Lurške Matere božje ima zvonik in na fasadi medaljone z upodobljenimi svetniki. Notranjost je varovana z železno ograjo. |
|       | Znamenje                               | 24777              | Rožički Vrh             |                  | lokalnega pomena | sakralna stavbna dediščina | konec 19. stoletja   | Neogotsko znamenje ima šilasto zaključeno nišo s prizorom Svete Družine. V trikotnem čelu je upodobljen Sveti Duh. |
|       | Bultofova preša                        | 17537              | Selišči                 |                  | lokalnega pomena | profana stavbna dediščina  | začetek 20. stoletja | Butana stavba s prešo na obroče je bila na tradicionalen način zgrajena leta 1911. Kritina je bila vselej opeka. Ohranjeno je tudi prvotno stavbno pohištvo. Zgradba stoji ob hiši Selišči št. 1. |
|       | Vaška kapela                           | 24609              | Selišči                 |                  | lokalnega pomena | sakralna stavbna dediščina | začetek 20. stoletja | Neogotska kapela z zvonikom iz leta 1927 ima med šilasto zaključenim vhodom in trikotnim zaključkom naslikan prizor z Angelom varuhom. Fasado členijo pilastri in podstrešni venec. |
|       | Belčeva kapelica                       | 24610              | Slaptinci               |                  | lokalnega pomena | sakralna stavbna dediščina | konec 19. stoletja   | Kapelico iz druge polovice 19. stoletja pokriva dvokapna pločevinasta streha. Vratna in okenski odprtini so rahlo zašiljene. Klasicistična profilacija nosi podstrešni venec in trikotno čelo. |
|       | Domačija Cof                           | 17538              | Slaptinci               |                  | lokalnega pomena | profana stavbna dediščina  | začetek 20. stoletja | Na domačiji dominira zidana vrhkletna hiša s petosno glavno fasado, iz leta 1903. Ima bogato profilirano fasado, originalno stavbno pohištvo in tlorisno zasnovo. Dvorišče z vodnjakom zaokroža ločeno, starejše, v L oblikovano gospodarsko poslopje. Domačija stoji v Slaptincih št. 12.                   |
|       | Domačija Mihalič                       | 17540              | Slaptinci               |                  | lokalnega pomena | profana stavbna dediščina  | začetek 20. stoletja | Domačijo sestavljata pritlična vrhkletna zidana hiša iz leta 1932, s poudarjenim osrednjim rizalitom, originalnim stavbnim pohištvom in profilirano fasado ter zidano, posodobljeno gospodarsko poslopje, s tlorisom v obliki L. Na dvorišču je vodnjak. Domačija stoji v Slaptincih št. 7.                  |
|       | Domačija Perc                          | 17541              | Slaptinci               |                  | lokalnega pomena | profana stavbna dediščina  | konec 19. stoletja   | Zidana vrhkletna hiša, z letnico na portalu 1899, tvori z gospodarskim poslopjem zaprto dvorišče. Samostojno stojita preša z letnico 1933 ter star tesan čebelnjak z ohranjenimi panji. Hiša ima originalno stavbno pohištvo in tlorisno zasnovo. Domačija stoji v Slaptincih št. 34.                        |
|       | Kapela                                 | 24778              | Slaptinci               |                  | lokalnega pomena | sakralna stavbna dediščina | konec 19. stoletja   | Kapela pravokotnega tlorisa ima štiri polkrožna čela. Polkrožne so tudi okenske in vratna odprtina. Freske v čelih niš niso ohranjene. Kapela stoji pri hiši Slaptinci št. 33. |
|       | Rimsko gomilno grobišče pri Gomili     | 15430              | Slaptinci               | 1991             | lokalnega pomena | arheološka dediščina       | rimska doba          | Pet gomil v nepravilni vrsti, ki so večinoma poškodovane z divjim kopanjem. Po obliki in legi so rimske. Premeri nihajo med 9 in 15,6 m, višine pa med 0,8 in 2,2 m. |
|       | Rimsko gomilno grobišče pri Strmcu     | 939                | Slaptinci               | 1991             | lokalnega pomena | arheološka dediščina       | rimska doba          | Osem gomil v gruči. Večina je prekopanih, štiri največje temeljito počez in v sredini. Po legi in obliki so gotovo rimske. Premer gomil niha med 8 in 17,8 m, višina pa med 0,5 in 3,7 m. |
|       | Znamenje                               | 971                | Slaptinci               | 1991             | lokalnega pomena | sakralna stavbna dediščina | začetek 19. stoletja | Štiri metre visoko znamenje iz leta 1807 predstavlja kip sv. Janeza Nepomuka na toskanskem stebru. Kapela stoji pri hiši Slaptinci št. 10. |
|       | Čehova klet                            | 17542              | Sovjak                  |                  | lokalnega pomena | profana stavbna dediščina  | 19. stoletje         | Lesena, delno z ilom ometana klet podolžnega tlorisa, s klasično prešo, kletjo in bivalnim delom. Stavba, nekoč viničarija, je iz 19. stoletja. Nekdanjo slamnato kritino so zamenjali s salonitom ter znižali ostrešje. Zgradba stoji v Sovjaku št. 96.                                                     |
|       | Domačija Hubrl                         | 17544              | Sovjak                  |                  | lokalnega pomena | profana stavbna dediščina  | začetek 19. stoletja | Lesena domačija v obliki črke T, z bivalnimi in gospodarskimi prostori pod skupno streho, ometana z ilom. Nekoč slamnata kritina. V hiši je na lesenem stropnem tramu letnica 1814. 1913 so odstranili črno kuhinjo. Pred hišo je značilen kmečki vrt. Domačija stoji v Sovjaku št. 53.                      |
|       | Domačija Mežnar                        | 17545              | Sovjak                  |                  | lokalnega pomena | profana stavbna dediščina  | 19. stoletje         | Lesena stavba v obliki črke L iz 19. stoletja, ometana z ilom, s stanovanjskim in gospodarskim delom pod skupno streho. Streha je bila predelana v prvi polovici 20. stoletja, prej slamnata streha. Domačija ima ohranjeno tipično talno zasnovo. Domačija stoji v Sovjaku št. 81.                          |
|       | Kapelica                               | 23936              | Sovjak                  |                  | lokalnega pomena | sakralna stavbna dediščina | konec 19. stoletja   | Kapelica pravokotnega tlorisa iz okrog leta 1900 je krita z dvokapno opečno streho. Čelna stran je členjena z nišo s kipom, stranici pa s polkrožno zaključenima plitvima nišama. |
|       | Klet nasproti hiše Sovjak 69           | 676                | Sovjak                  | 1991             | lokalnega pomena | profana stavbna dediščina  | 19. stoletje         | Tricelična, lesena, cimprana stavba z opečno streho ima v osrednjem delu ohranjeno prešo. Desno je klet za vino, levo je shramba. Vrata so dvojna, lesena, zunanja so mrežasta. |
|       | Korošakova klet                        | 17546              | Sovjak                  |                  | lokalnega pomena | profana stavbna dediščina  | 19. stoletje         | Iz opeke zidana, mogočna vrhkletna stavba podolžnega tlorisa, z obokano kletjo za hrambo vina. Zgoraj sta bivalni del in preša. Ohranjena so originalna vrata v klet. Stavba je iz 19. stoletja, večje predelave pa je doživela v začetku 20. stoletja. Zgradba stoji v Sovjaku št. 25.                      |
|       | Tibautova kapelica                     | 24611              | Sovjak                  |                  | lokalnega pomena | sakralna stavbna dediščina | konec 19. stoletja   | Kapelica iz okoli leta 1900 ima poslikano fasado. Nad pločevinasto streho se dviga masiven zvonik. Kapelica stoji ob hiši Sovjak št. 84a. |
|       | Domačija Sovjak 100                    | 994                | Sovjak                  | 1991             | lokalnega pomena | profana stavbna dediščina  | 19. stoletje         | Cimprana, ometana stanovanjska hiša ima kamnito obokano klet, pokriva jo opečna streha. Pravokotno na hišo stoji ločeno gospodarsko poslopje. 19. stoletje. |
|       | Domačija Sovjak 73                     | 992                | Sovjak                  | 1991             | lokalnega pomena | profana stavbna dediščina  | 19. stoletje         | Cimprana, ometana domačija iz 19. stoletja je oblikovana na L. Stanovanjskemu delu sledi gospodarski. Krita je s slamo. |
|       | Domačija Sovjak 99                     | 993                | Sovjak                  | 1991             | lokalnega pomena | profana stavbna dediščina  | konec 18. stoletja   | Visokopritlična zidana hiša, prekrita z opečno čopasto streho. Fasade so členjene. S cestne strani vhod v obokano klet skozi polkrožno zaključen kamnit portal z letnico 1796. |
|       | Klet nasproti hiše Sovjak 54           | 6735               | Sovjak                  | 1991             | lokalnega pomena | profana stavbna dediščina  | 19. stoletje         | Enoceličen objekt, lesen, ometan z blatom, prekrit s slamnato streho. Odpirajo ga dvojna vrata, notranja lesena, zunanja mrežasta. Objekt je iz 19. stoletja. |
|       | Klet Sovjak 26                         | 675                | Sovjak                  | 1991             | lokalnega pomena | profana stavbna dediščina  | 19. stoletje         | Iz kamna zidana klet ima zgornji del spleten iz šibja. Pokrita je s slamo. Kletni del zapirajo dvojna vrata, lesena in zunanja mrežasta. Klet je iz 19. stoletja. |
|       | Znamenje                               | 972                | Sovjak                  | 1991             | lokalnega pomena | sakralna stavbna dediščina | začetek 17. stoletja | Kužno znamenje iz 1627 s štirimi imeni pokopanih, kaže že močno uveljavljeno renesančno oblikovanje, kar se najbolj odraža v hišici z nišami in čebulastim nastavkom. Znamenje stoji ob hiši Sovjak št. 24.                                                                                                  |
|       | Domačija Klemenčič                     | 17548              | Stanetinci              |                  | lokalnega pomena | profana stavbna dediščina  | začetek 19. stoletja | Mogočna, delno podkletena zidana hiša ima v obliki L dodano, že delno porušeno gospodarsko poslopje. Fasade bivalnega trakta so bogato profilirane, ohranjeno je stavbno pohištvo, kovane mreže in značilen tloris. Na hiši je letnica gradnje 1821. Zgradba stoji v Stanetincih št. 39.                     |
|       | Domačija Slavič                        | 17549              | Stanetinci              |                  | lokalnega pomena | profana stavbna dediščina  | začetek 20. stoletja | Domačijo sestavljajo delno podkletena zidana hiša z letnico 1908, ločena, posodobljena gospodarska poslopja ter razpelo pri vrtu ob hiši. Dominantno hišo odlikujejo ohranjeno stavbno pohištvo, fasadna profilacija in tipičen tloris. Na hiši je letnica gradnje 1821. Zgradba stoji v Stanetincih št. 40. |
|       | Rimska gomila                          | 953                | Stanetinci              | 1991             | lokalnega pomena | arheološka dediščina       | rimska doba          | Nepoškodovana gomila s premerom 10 m in višino 0,8 m. |
|       | Cerkev sv. Duha                        | 961                | Stara Gora              | 1991             | lokalnega pomena | sakralna stavbna dediščina | konec 17. stoletja   | Cerkev je primer velike božjepotne baročno zasnovane stavbe s poudarkom na zgodnjebaročnem vertikalizmu. Enotna cerkvena gradnja je nastala v letih 1674−97. |
|       | Rimskodobno gomilno grobišče           | 942                | Stara Gora              | 1991             | lokalnega pomena | arheološka dediščina       | rimska doba          | Rimskodobno gomilno grobišče; sedem gomil s premeri od 5,5 do 9,9 m in z višinami od 0,3 do 0,6 m. |
|       | Stara šola                             | 1009               | Stara Gora              |                  | lokalnega pomena | profana stavbna dediščina  | začetek 20. stoletja | Nadstropna, podkletena zidana stavba z opečno trapezasto streho. Ima poudarjen osrednji vhodni rizalit. Zgradili so jo leta 1905. V njej je urejena etnografska zbirka. Zgradba stoji na Stari Gori št. 14.                                                                                                  |
|       | Cerkev sv. Jurija                      | 962                | Sveti Jurij ob Ščavnici | 1991             | lokalnega pomena | sakralna stavbna dediščina | 13. stoletje         | Gotsko cerkev, katere zasnova sega še v 13. stoletje, sestavljajo pravokotna ladja, višji in ožji prezbiterij, severna stranska ladja z oratorijem, južna nizka kapela in prizmatični zvonik. |
|       | Grobišče talcev na pokopališču         | 28117              | Sveti Jurij ob Ščavnici |                  | lokalnega pomena | memorialna dediščina       | sredina 20. stoletja | V Blaguškem gozdu so 3.4.1945 Nemci ustrelili 12 talcev, ki so pokopani na pokopališču. Grobišče je bilo urejeno leta 1953 in obeleženo s kamnitim spomenikom v obliki pokončnega kvadra s ploščo, dopolnjen s petimi kvadri različnih dimenzij.                                                             |
|       | Hiša Videm 15                          | 1484               | Sveti Jurij ob Ščavnici | 1991             | lokalnega pomena | profana stavbna dediščina  | začetek 19. stoletja | Zgradba je primer klasicistične arhitekture s poznobaročnim portalom z letnico 1818. Fasada je nečlenjena. |
|       | Hiša Videm 20                          | 1006               | Sveti Jurij ob Ščavnici | 1991             | lokalnega pomena | profana stavbna dediščina  | sredina 19. stoletja | V hiši iz druge polovice 19. stol. se je rodil Edvard Vaupotič (1881-1953), najbližji soborec generala Maistra. Na hiši sta dve spominski plošči. |
|       | Kapela                                 | 24614              | Sveti Jurij ob Ščavnici |                  | lokalnega pomena | sakralna stavbna dediščina | konec 19. stoletja   | Neogotska kapela ima vitek zvonik in profilacijo ob vogalih, v trikotnem čelu in pod streho. |
|       | Trško jedro                            | 945                | Sveti Jurij ob Ščavnici | 1991             | lokalnega pomena | naselbinska dediščina      | sredina 14. stoletja | Osrednji trg je situiran na vzpetini, ki jo na zgornjem delu zamejuje nadstropna stavba šole, na spodnjem nižjem delu pa gotska župnijska cerkev in baročno župnišče. Predstavlja kvalitetno urbanistično zasnovo.                                                                                           |
|       | Vila Mojmir                            | 6690               | Sveti Jurij ob Ščavnici | 1991             | lokalnega pomena | profana stavbna dediščina  | konec 19. stoletja   | Enonadstropna stanovanjska vila iz okoli 1900 ima glavni vhod postavljen na vogal, ki je še dodatno poudarjen s stolpom. Obcestna fasada je poudarjena z rizalitom. Vila stoji v Ulici Bratka Krefta št. 15.                                                                                                 |
|       | Župnišče                               | 957                | Sveti Jurij ob Ščavnici | 1991             | lokalnega pomena | profana stavbna dediščina  | sredina 18. stoletja | V osnovi baročna zgradba iz leta 1765-67, leta 1850 nadzidana in predzidana, je pomembna predvsem zaradi portala in baročnih mrež ter lege nasproti cerkve. Ob župnišču je gospodarsko poslopje. Zgradba stoji v Vidmu št. 2.                                                                                |
|       | Domačija Terbegovci 5                  | 997                | Terbegovci              | 1991             | lokalnega pomena | profana stavbna dediščina  | 19. stoletje         | Cimprana, ometana stavba oblikovana v L, z opečno streho. Stanovanjskemu delu sledi gospodarski. Ločeno stoji stavba s prešo, podkletena, grajena iz šibja, ometana z blatom ter prekrita s slamo. |
|       | Prazgodovinska naselbina               | 944                | Terbegovci              | 1991             | lokalnega pomena | arheološka dediščina       | prazgodovina         | Vidne umetno oblikovane terase, s sledovi prazgodovinske naselbine. |
|       | Znamenje                               | 18287              | Terbegovci              |                  | lokalnega pomena | sakralna stavbna dediščina | sredina 19. stoletja | Klasicistično trikotno znamenje pokriva kupolasta trikotna pločevinasta streha. V treh nišah so naslikani prizori s svetniki. Fasado členijo gladka oproga nad talnim zidcem in podstrešni venec. |
|       | Domačija Krištan                       | 17550              | Ženik                   |                  | lokalnega pomena | profana stavbna dediščina  | začetek 19. stoletja | Domačijo setavljajo lesena ometana hiša, v L prizidano gospodarsko poslopje z vodnjakom ter ločena vinska klet. V hiši s predelanim ostrešjem je v dveh prostorih lesen strop s tramovi z letnico 1808. Ohranjena je tlorisna zasnova domačije. Domačija stoji na Ženiku št. 13.                             |
|       | Domačija Ženik 38                      | 998                | Ženik                   |                  | lokalnega pomena | profana stavbna dediščina  | začetek 19. stoletja | Cimprana hiša z gospodarskim poslopjem pod skupno streho, v bivalnem delu ometana z ilovico, krita s čopasto slamnato streho. V hiši je na tramu letnica 1804. Domačija je bila podrta domnevno 1992. |
|       | Domačija Ženik 54                      | 1008               | Ženik                   |                  | lokalnega pomena | memorialna dediščina       | 19. stoletje         | V pritlični kmečki hiši se je leta 1882 rodil Ivan Vuk Starogorski, pisatelj, publicist in urednik. |
|       | Muhičev studenec                       | 17551              | Ženik                   |                  | lokalnega pomena | profana stavbna dediščina  | začetek 19. stoletja | 27 metrov globok, iz kamna grajen vodnjak na mogočno leseno kolo, z zunanjim lesenim štirikotnim cimpranim delom. Pokrit je s štirikapno streho opečne kritine. Letnica na enem od tramov vodnjaka je 1820. Studenec stoji pri hiši Ženik št. 21.                                                            |
|       | Domačija Vočin                         | 17552              | Žihlava                 | 2010             | lokalnega pomena | profana stavbna dediščina  | začetek 20. stoletja | Domačijo sestavljata dominantna vrhkletna stanovanjska hiša ter na ključ prizidano gospodarsko poslopje. Hišo odlikujejo poudarjeni vhodni rizalit, originalno stavbno pohištvo in bogata fasadna profilacija. Na kletnih vratih je letnica 1904. Domačija stoji na Žihlavi št. 1.                           |